# Dibromoindygo
Dibromoindygo (6,6′-dibromoindygo) – organiczny związek chemiczny, główny składnik barwnika purpury tyryjskiej (znanej także jako purpura antyczna lub starożytna). Jest to pochodna indyga zawierająca dwa atomy bromu przyłączone do pierścieni indolowych w pozycjach 6, co zmienia barwę z niebieskiej na purpurową (RGB 102, 2, 60).
Purpura tyryjska była wykorzystywana w starożytności jako pigment do barwienia wyrobów tekstylnych. Pozyskuje się ją z wydzieliny ślimaków morskich z rodziny rozkolców, głównie Haustellum brandaris.